# Lago di Tovel
Il lago di Tovel è un lago alpino situato nella val di Tovel, nel territorio del comune di Ville d'Anaunia in Val di Non (Provincia di Trento), a un'altitudine di 1177 m s.l.m. e all'interno del Parco naturale Adamello Brenta. La valle si insinua dall’abitato di Tuenno per 17 km tra il Monte Peller a ovest e il massiccio della Campa a est, fino all'imponente circo roccioso delle Dolomiti di Brenta che circoscrive l'alta valle, dov'è situato il lago. 
È stato anche chiamato "lago degli orsi" perché sono presenti alcuni orsi bruni nella valle, e "lago rosso" per il fenomeno dell'arrossamento delle sue acque, che avveniva fino al 1964 per azione di un'alga (Tovellia sanguinea).

## Caratteristiche
Con una superficie di 370000 m², fa parte del bacino idrografico del Noce-Tresenga e, con istituzione datata 19 settembre 1980, è tutelato come zona umida di importanza internazionale dallo Stato, in base alla Convenzione di Ramsar. Presso la sponda meridionale del lago è presente una stazione meteo-idrica.
Oltre ai principali immissari, lungo la sponda sud occidentale sono diffuse alcune piccole sorgenti perilacuali, le quali nonostante la scarsa portata, rappresentano in realtà la punta dell'iceberg del grande flusso d'acqua che alimenta il lago direttamente dal fondo. Queste acque sorgive provengono dalla località Pozzol, un'ampia depressione situata circa un chilometro a monte, dove il torrente Santa Maria Flavona si esaurisce scomparendo nel terreno. Il terreno particolarmente poroso viene quindi attraversato dall'acqua sino a raggiungere la falda acquifera; questo fa sì che tutti gli spazi vuoti del terreno siano completamente saturi d'acqua. 
L'acqua di falda ha un movimento lento ma costante verso valle e le sorgenti perilacuali rappresentano il punto in cui la falda acquifera incontra nuovamente la superficie. Il punto di intersezione coincide esattamente con le sponde del lago.
All'interno delle acque del lago si trovano diverse specie di pesci, come salmerino alpino, il sanguinerola, l'alborella cisalpina ed il cobite barbatello. Attorno alle acque del lago si trovano invece alcuni esemplari di biscia dal collare, un serpente non velenoso.

## Storia
La storia del lago di Tovel si può riassumere in tre specifiche fasi storiche, separate da una lunga evoluzione:
- Circa 15 000 anni fa, dopo la fine dell'ultima glaciazione, un'ingente massa di ghiaccio produsse la grande conca dove si formò l'originario lago di Tovel, molto più piccolo di quello odierno, avente una forma semicircolare e con una profondità che non superava i 20 metri.
- Verso il 1597 d.C., il livello del lago raggiunse improvvisamente la quota di 1180 m s.l.m., ovvero circa 3 metri più elevato del livello attuale. La prova maestra risale alla diffusione delle vermicolazioni o lapies lacustri presenti nei blocchi calcarei sulle sponde settentrionali e occidentali del lago. La causa di questo improvviso aumento dell'altezza del lago potrebbe essere dovuto al distacco di detriti dalle pareti a est del lago, con il conseguente sbarramento del vecchio emissario.
- Successivamente, un'ulteriore erosione dello sbarramento lacustre ad opera dell'emissario ha portato il livello del lago a attestarsi alla quota odierna di 1177 m s.l.m.

## Il lago rosso

Il lago, quando ancora diventava rosso

Il lago di Tovel è noto per il caratteristico arrossamento che avveniva nelle sue acque, in seguito alla fioritura di un'alga conosciuta col nome di Tovellia sanguinea. Il fenomeno dell'arrossamento si verificava in estate durante i mesi più caldi. L'ultimo forte arrossamento del Lago di Tovel si verificò nell'estate del 1964, ma qualche cenno del fenomeno si ripresentò negli anni seguenti, 1965 e 1967, poi ancora nel 1977 e 1978 e infine ci furono alcuni lievi segnali di arrossamento nel 1982 e 1983. In precedenza, per diversi anni l'alga ritenuta responsabile del cambiamento era stata la Glenodinium sanguineum, in seguito agli studi che il professor Edgardo Baldi, illustre idrobiologo italiano, condusse alla fine degli anni trenta. 
I recenti studi condotti a partire dal 2001 nell'ambito del progetto SALTO, Studio sul mancato arrossamento del Lago di Tovel, hanno stabilito che la sparizione del fenomeno dell'arrossamento sia dovuta alla mancanza del carico organico (azoto e fosforo) proveniente dalle modalità di monticazione (transumanza) delle mandrie di bovini che pascolavano nei pressi del lago. Queste sostanze, confluendo nel lago, contribuivano in maniera determinante alla fioritura della Tovellia sanguinea. Dagli anni sessanta il cambiamento della gestione degli animali in malga e la quasi totale scomparsa delle greggi che soggiornavano nei pascoli alti, spiegano la diminuzione dell'apporto di questo carico organico e quindi la cessazione del fenomeno di fioritura dell'alga. 
La tovellia è stata recentemente identificata in almeno un altro lago alpino, il Seealpsee in Svizzera.
Gli scrittori locali che hanno descritto il lago all'inizio dell'Ottocento, Jacopo Antonio Maffei nel 1805 e Gioseffo Pinamonti nel 1829, non fanno cenno al colore inusuale dell'acqua del lago, citando invece entrambi l'eccezionale qualità dei salmerini che vi si pescavano, e descrivendone altre leggende e curiosità, fra cui quella che talvolta d'inverno il lago ghiacciava tanto in profondità da poterci passare sopra coi carri.
Sono invece dell'esploratore inglese Douglas William Freshfield le prime notizie delle acque rosse del lago, risalenti al viaggio che fece al lago di Tovel nel 1864. Nel libro Italian Alps pubblicato nel 1875, egli racconta i suoi viaggi e le sue imprese alpinistiche, descrivendo anche la val Tresenica (valle di Tovel). 
Un altro rappresentante tipico del fitoplancton presente nel lago di Tovel è la Flagilaria tenera, un'alga di tipo unicellulare libera, appartenente al gruppo delle diatomee. Sempre nel lago si trova anche l'alga bentonica macroscopica Chara aspera e la Ranunculus trichonhyllus.

## Leggenda
Secondo una leggenda locale anticamente viveva nella zona la principessa Tresenga, figlia dell'ultimo re di Ragoli: essa veniva chiesta in moglie da molti pretendenti, ma ella li rifiutò tutti. Uno di loro, Lavinto re di Tuenno, non si rassegnò e quando le sue offerte vennero respinte per l'ennesima volta mandò un esercito contro Ragoli nel tentativo di indurre Tresenga a più miti consigli. Il caso volle che né lei, né il suo popolo, volessero essere sottomessi dall'arrogante re di Tuenno e, pur inferiori in forza e numero, risposero all'attacco; la principessa stessa non si tirò indietro e marciò alla testa della sua gente. La battaglia ebbe luogo sulle rive del lago e vide i paesani di Ragoli soccombere sotto i colpi dei soldati di Tuenno. Tresenga alla fine trovò la morte per mano di Lavinto, che la uccise con un colpo di spada. Alla fine della giornata il lago era rosso per il sangue dei morti e si dice che sia per questo che ancora oggi si colora, per ricordare il coraggio degli abitanti di Ragoli e della loro principessa che ancora oggi, la notte, si siede sulle rive del lago a piangere per la sorte della sua gente.

## Stazione limnologica
La stazione limnologica del lago di Tovel, nata nel 2003 nell'ambito del progetto Life-Tovel, dal 2006 viene utilizzata per le attività di ricerca della Sezione di Limnologia e Algologia sul Lago di Tovel e per la realizzazione di summer school per studenti universitari, attività didattiche per le scuole e per l'interpretazione e mediazione scientifica per il pubblico. Tutte le attività sono realizzate in collaborazione tra il Parco naturale Adamello Brenta e il comune di Ville d'Anaunia.

## Galleria d'immagini

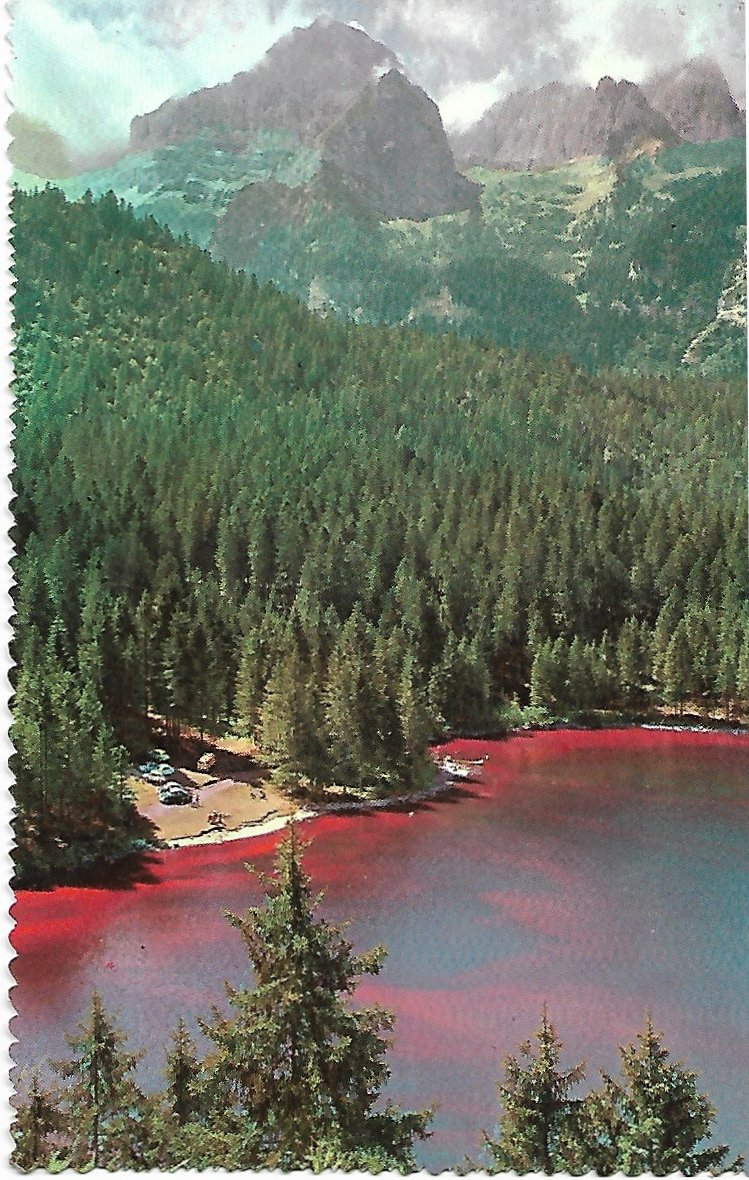
Il lago arrossato nel 1961
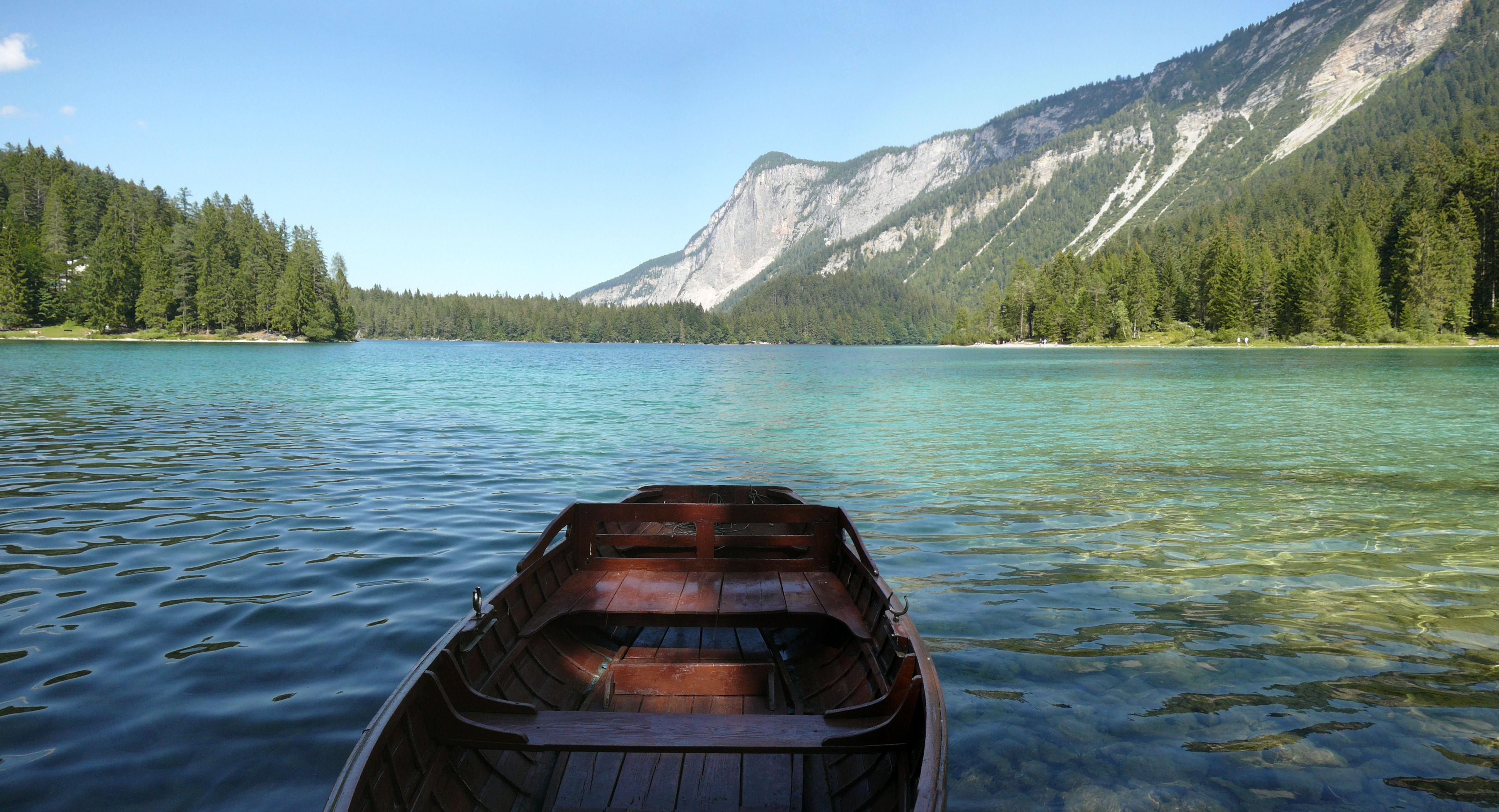
Altra vista del lago da ovest
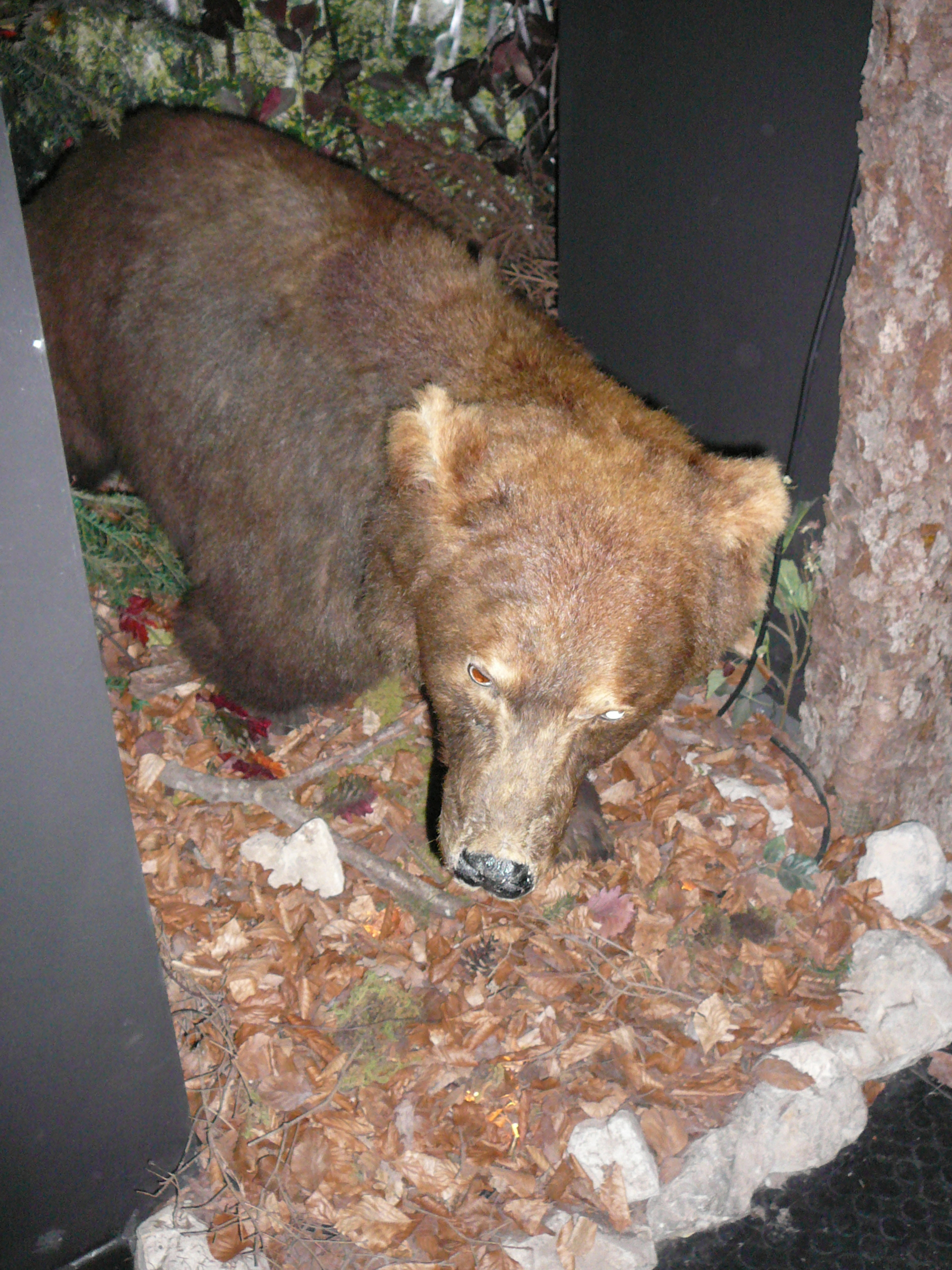
Esemplare di orso bruno imbalsamato presso il centro informazioni
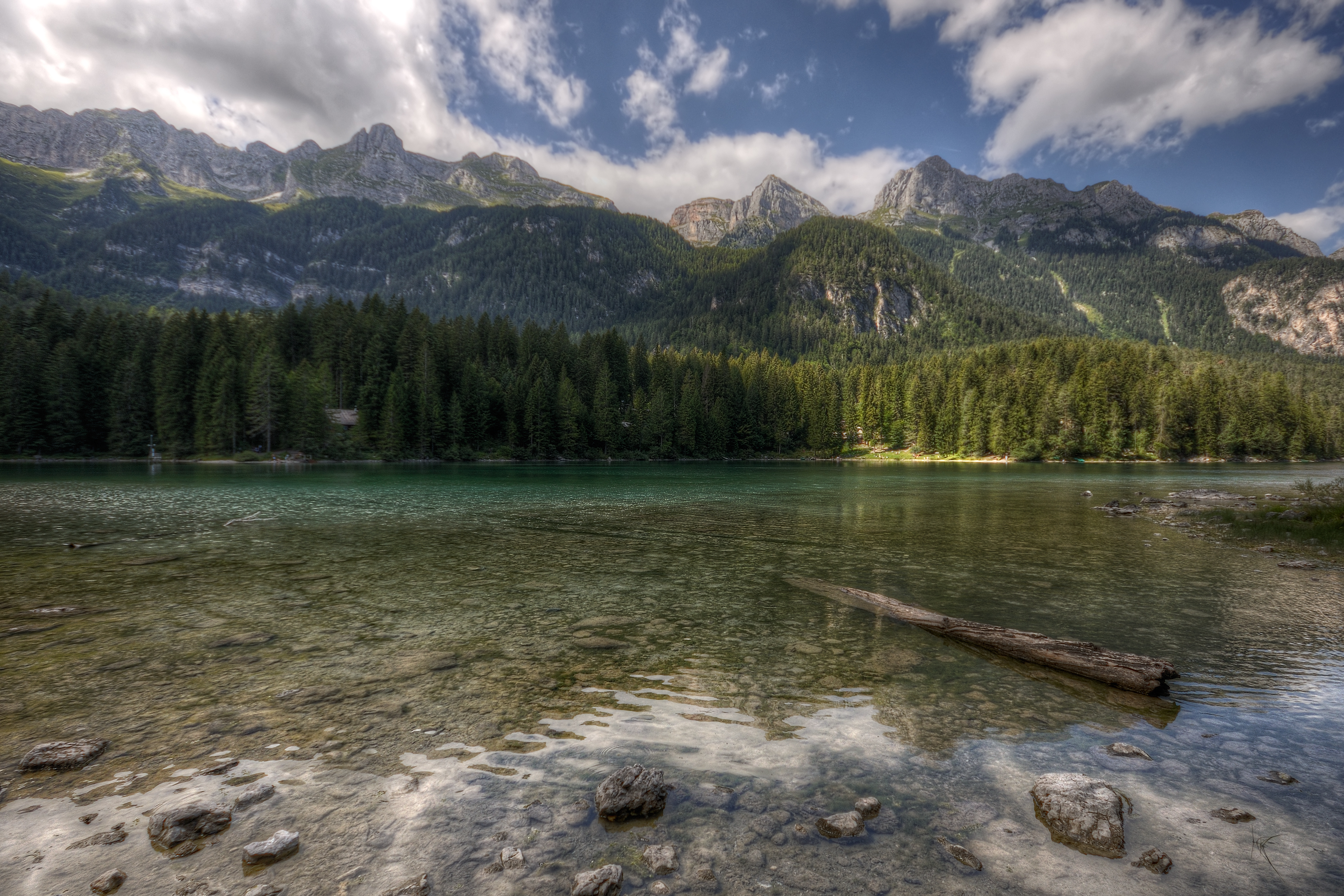
Lago di Tovel
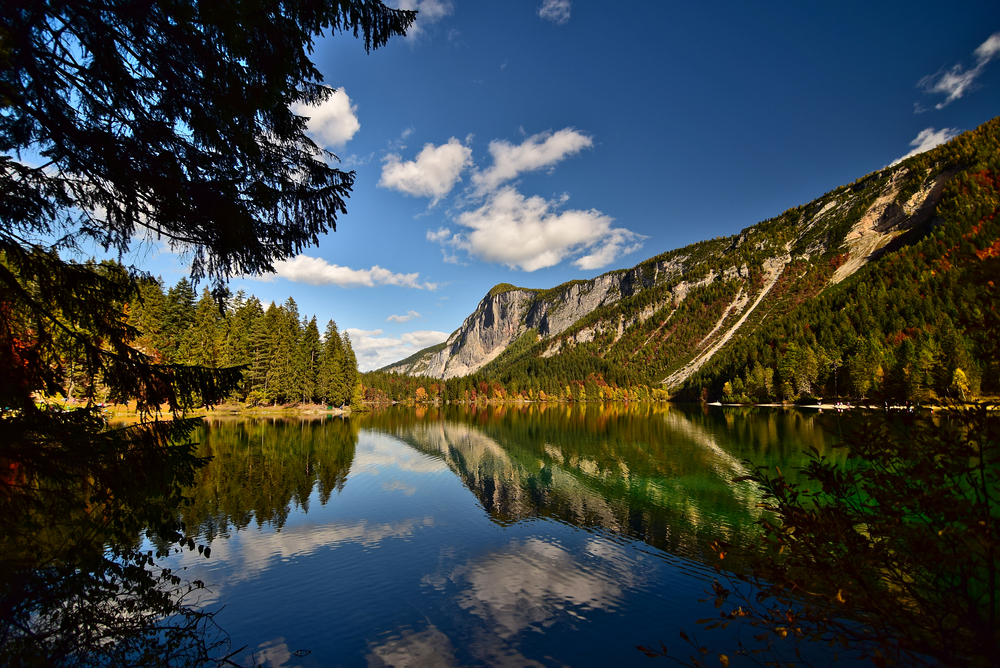
Il paesaggio intorno al lago con i colori dell'autunno
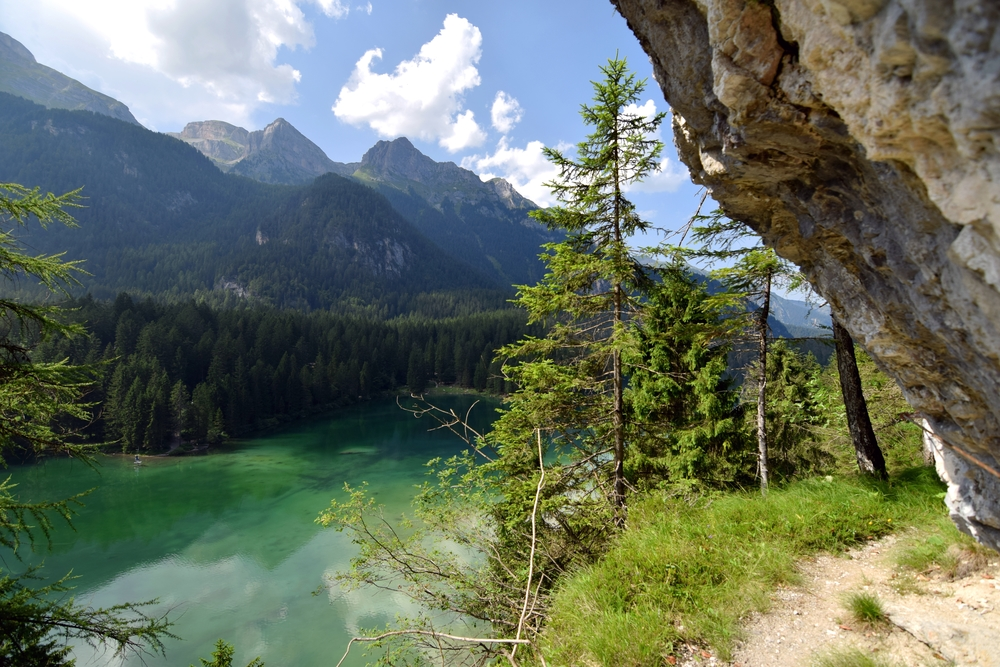
Vista del lago dall'alto